# Departamento Ischilín

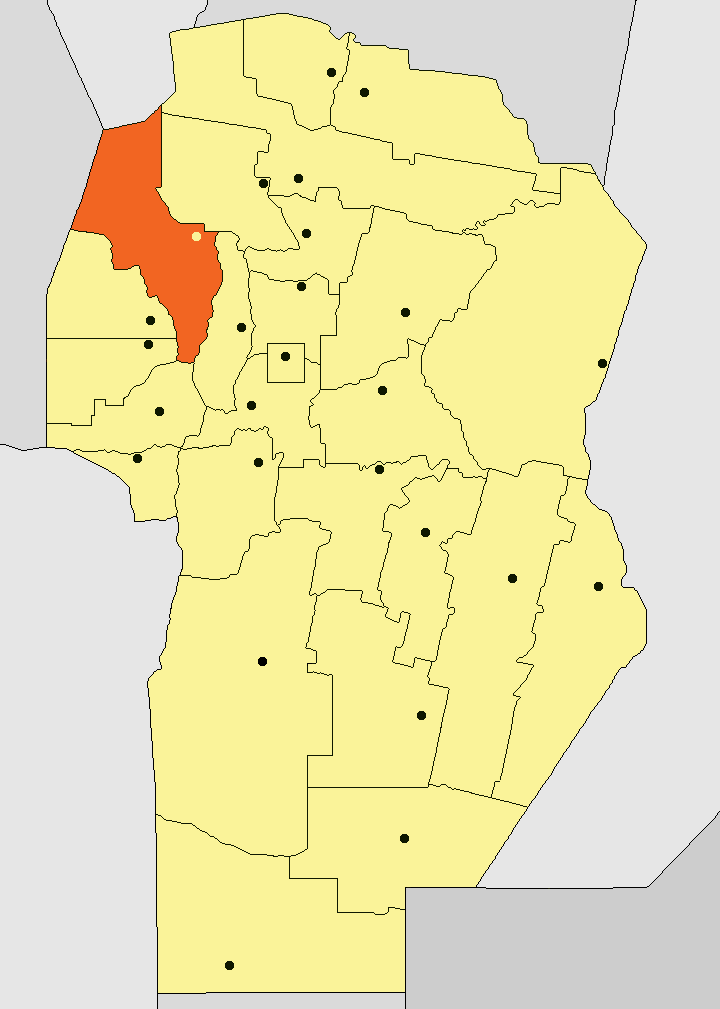
Lage des Departamento Ischilín in der Provinz Córdoba

Ischilín ist ein Departamento im westlichen Zentrum der zentralargentinischen Provinz Córdoba.
Insgesamt leben dort 36.074 Menschen auf 5044 km². Die Bevölkerungsdichte beträgt somit für das gesamte Departamento 7,2 Einwohner/km².
Die Hauptstadt des Departamento ist Deán Funes. Die Stadt liegt 834 km von der Bundeshauptstadt Buenos Aires und 125 km von der Provinzhauptstadt Córdoba entfernt.

## Städte und Orte
- Avellaneda
- Cañada de Río Pinto
- Chuña
- Copacabana
- Deán Funes
- Los Pozos
- Olivares de San Nicolás
- Quilino
- Villa Gutiérrez[2]